# The Preacher's Wife: Original Soundtrack Album
Cet article concerne la bande originale du film. Pour le film, voir La Femme du pasteur.
The Preacher's Wife: Original Soundtrack Album est la bande originale du film La Femme du pasteur (The Preacher's Wife) sorti le 26 novembre 1996.
Il est essentiellement composé de chansons de Whitney Houston qui est également l'une des actrices du film.
Il est l'album de gospel le plus vendus de l'histoire (environ 6 millions d'exemplaires).
Le principal single, I Believe in You and Me, est nommé au Grammy Award de la meilleure prestation vocale R&B féminine à la 40e cérémonie des Grammy Awards.

## Pistes
| No  | Titre | Auteur                              | Producteur(s)                  | Durée |
| --- | --- | ----------------------------------- | ------------------------------ | ----- |
| 1.  | I Believe in You and Me (version du film)                                                                   | David Wolfert, Sandy Linzer         | Mervyn Warren, Whitney Houston | 4:03  |
| 2.  | Step by Step                                                                                                | Annie Lennox                        | Stephen Lipson                 | 4:12  |
| 3.  | Joy (avec le Georgia Mass Choir)                                                                            | Kirk Franklin                       | Mervyn Warren, Whitney Houston | 3:16  |
| 4.  | Hold On, Help Is on the Way (avec le Georgia Mass Choir)                                                    | Rev. Kenneth Paden                  | Mervyn Warren, Whitney Houston | 3:09  |
| 5.  | I Go to the Rock (avec le Georgia Mass Choir)                                                               | Dottie Rambo                        | Mervyn Warren, Whitney Houston | 4:05  |
| 6.  | I Love the Lord (avec le Georgia Mass Choir)                                                                | Richard Smallwood                   | Mervyn Warren, Whitney Houston | 4:57  |
| 7.  | Somebody Bigger Than You and I (featuring Bobby Brown, Faith Evans, Johnny Gill, Monica and Ralph Tresvant) | Johnny Lange, Hy Heath, Sonny Burke | Whitney Houston, Rickey Minor  | 4:42  |
| 8.  | You Were Loved                                                                                              | Diane Warren                        | Babyface                       | 4:13  |
| 9.  | My Heart Is Calling                                                                                         | Babyface                            | Babyface                       | 4:15  |
| 10. | I Believe in You and Me (version single)                                                                    | David Wolfert, Sandy Linzer         | David Foster                   | 3:55  |
| 11. | Step by Step (Remix)                                                                                        | Annie Lennox                        | Remixé par Teddy Riley         | 4:34  |
| 12. | Who Would Imagine a King                                                                                    | Mervyn Warren, Hallerin Hilton Hill | Mervyn Warren, Whitney Houston | 3:31  |
| 13. | He's All Over Me (avec Shirley Caesar et le Georgia Mass Choir)                                             | Alvin Darling                       | Mervyn Warren, Whitney Houston | 3:53  |
| 14. | The Lord Is My Shepherd (avec Cissy Houston avec Hezekiah Walker & The Love Fellowship Crusade Choir)       |                                     | Mervyn Warren, Whitney Houston | 4:24  |
| 15. | Joy to the World (avec le Georgia Mass Choir)                                                               |                                     | Mervyn Warren, Whitney Houston | 4:41  |